# Кировоградская и Новомиргородская епархия
Кировоградская и Новомиргородская епархия — епархия Украинской православной церкви, объединяет приходы и монастыри на территории Благовещенского, Гайворонского, Голованевского, Добровеличковского, Кропивницкого, Маловисковского, Новоархангельского, Новомиргородского, Новоукраинского и Ольшанского районов Кировоградской области.

## Названия
- Елисаветградская (викарная) (27 января 1880—1924)
- Зиновьевская (викарная) (1930-е)
- Кировоградская и Николаевская (1942—1943)
- Кировоградская (викарная) (1944—1946)
- Кировоградская и Чигиринская (1947)
- Кировоградская и Николаевская (1947—1949)
- Кировоградская (викарная) (1949—1950)
- Кировоградская и Николаевская (1950—1992)
- Кировоградская и Новомиргородская (1992—1995)
- Кировоградская и Александрийская (1995 — 27 июля 2007)
- Кировоградская и Новоархангельская (27 июля — 14 ноября 2007)
- Кировоградская и Новомиргородская (c 14 ноября 2007)

## История

### Викариатство
В 1880 году архиепископ Херсонский и Одесский Платон (Городецкий) получил разрешение Синода на открытие в епархии другого викариатства «с целью борьбы с сектантами» (вероятно, старообрядцами). Епископы второго викариатства именовались Елизаветградского. Местопребывание им было отведено в Одесском Успенском мужском монастыре на Большом фонтане.
Первым епископом Елисаветградский в 1880 году стал Неофит (Неводчиков), кандидат богословия, автор многочисленных статей в православной периодике, многие годы работал в должности инспектора и издавал «Одесский воскресный листок».
Через три с половиной года его сменил епископ Мемнон (Вишневский). Скромный владыка заслужил уважение своей любовью к частым церковных служб. Когда в 1891 году встал вопрос о назначении епископом Елизаветградским Акакия (Заклинского), владыка Мемнон остался при епархии, но пошёл на повышение — его перевели в Херсон первым викарием с титулом «Новомиргородский».
Его преемник Акакий известен своими литературными трудами, регулярно печатались в «Епархиальных ведомостях» в Херсоне, Воронеже и Томске. Он три года подряд был игуменом, а впоследствии отбыл в самостоятельную Олонецкую кафедру.
Следующий настоятель Иоанн (Кратиров), прибывший из Харьковской епархии, где был епископом Сумским, уже через год, 23 августа 1895 года, уехал из Одессы в Москву на должность епископа Нарвского.
На должность епископа Елизаветградского 25 августа 1895 году был назначен старший член Петербургского духовного цензурного комитета архимандрит Тихон (Морошкин), который в течение восьми лет управлял Успенским монастырем. Он снискал уважение за хорошее отношение к братии и прихожан.
В 1905 году несколько месяцев кафедру занимал епископ Алексий (Дородницын).
Следующим епископом был преосвященный Хрисанф (Щетковский). Его преемником стал ректор духовной семинарии архимандрит Анатолий (Каменский). В 1914 году епископ Анатолий получил назначение на Томскую кафедру, а на место викария был переведён епископ Прокопий (Титов), ныне причисленный к лику святых.
В связи с началом Первой мировой войны точные сведения о дальнейшей иерархии отсутствуют. Известно, что в 1921 году епископом Елизаветградским стал Павел (Колосов). Из устных преданий известно, что в 1920 года викарием Одесской епархии епископом Елизаветградской был Преосвященный Алексий (Боженов).
Во время действия Украинская автономной православной церкви Московского патриархата Елизаветградской викариат возглавлял епископ Алексей (Баженов).
В 1921 году указом патриарха Тихона автономная Украинская православная церковь была реорганизована в экзархат.
В 1922 году по устным источникам епископом стал Антоний (Панкеев), в 1923 году кафедру возглавил епископ Онуфрий (Гагалюк). Лишь три дня он был во главе паствы, как неожиданно его арестовали и отправили в ссылку. Три года он поддерживал духовную связь и переписку со своей паствой.
На 1920-е годы пришлись гонения на Церковь, и в настоящее время Кировоградская область прославилась подвигом веры многих мучеников и исповедников. Первым мученическую смерть от безбожников принял епископ Елизаветградский (позже Херсонский) Прокопий (Титов). По представлению Комиссии по канонизации святых при Священном синоде Украинской православной церкви он был причислен к лику святых. Также были канонизированы священномученики Антоний (Панкеев), Онуфрий (Гагалюк) и Порфирий (Гулевич) (уже зиновьевский), которые тоже были епископами в Елизаветградe, и многих других исповедников православной веры, пострадавших в годы тоталитаризма.
Во времена коммунистического режима город утратило не только архитектурные сооружения и лучшую часть горожан, но и своё название в честь христианской святой. В 1924 году город назвали Зиновьевском, в 1934 году — Кировым, а в 1939 году — Кировоградом. Православные безуспешно пытались добиться возвращения исторического названия.
Последним викарным епископом Елизаветградской перед переименованием города был Кирилл (Квашенко), назначен в 1927 году он оставался на кафедре до 1929 года. Возможно, последним был Онуфрий (Гагалюк), поскольку Кирилл (Квашенко) во многих списках иерархии не значится, к тому же позже принадлежал к обновленческой иерархии.

### Епархия
В январе 1947 года в границах Кировоградской области была образована самостоятельная Кировоградская епархия. Первым её епископом был назначен Михаил (Рубинский) с титулом епископ Кировоградский и Чигиринский.
В январе 1948 года в состав епархии была включена Николаевская область, а правящие епископы стали именоваться Кировоградскими и Николаевскими.
В 1949—1950 годах епархия вновь становится Одесским викариатством, а с 17 марта 1950 года — вновь самостоятельной.
Большой след в истории епархии оставил епископ Севастиан (Пилипчук), пребывавший на кафедре между 1977 и 1989 годом. За время его служения были отреставрированы Кировоградский кафедральный собор во имя Рождества Пресвятой Богородицы и множество храмов в приходах епархии.
Решением Священного Синода Украинской Православной Церкви от 20 июня 1992 года из состава Кировоградской епархии выделилась Николаевская епархия.
27 июля 2007 года Синодальным определением Украинской Церкви из Кировоградской епархии выделена самостоятельная Александрийская епархия.
25 апреля 2013 года Священный Синод Украинской Православной Церкви принял решение канонизировать первого в истории Кировоградской епархии святого — блаженного Даниила Елисаветградского. Канонизация была проведена 17 сентября, в день Ангела правящего архиерея — архиепископа Иоасафа.

## Епископы
Елисаветградское викариатство Херсонской епархии
- Неофит (Неводчиков) (10 августа 1880 — 6 августа 1883)
- Мемнон (Вишневский) (22 января 1884 — 7 сентября 1891)
- Акакий (Заклинский) (7 сентября 1891 — 30 апреля 1894)
- Иоанн (Кратиров) (17 января — 23 августа 1895)
- Тихон (Морошкин) (8 сентября 1895 — 27 марта 1903)
- Мемнон (Вишневский) (3 мая — 4 ноября 1903)
- Феодосий (Олтаржевский) (30 ноября 1903 — 18 июля 1905)
- Алексий (Дородницын) (18 июля — 27 августа 1905)
- Хрисанф (Щетковский) (27 августа 1905 — 22 октября 1906)
- Анатолий (Каменский) (10 декабря 1906 — 30 июля 1914)
- Прокопий (Титов) (30 августа 1914 — 14 декабря 1917)
- Алексий (Баженов) (24 декабря 1917 — 16 февраля 1921)
- Павел (Колосов) (21 июня 1921 — февраль 1923)
- Онуфрий (Гагалюк) (4 февраля 1923 — 13 декабря 1929)

Зиновьевское викариатство Одесской епархии
- Порфирий (Гулевич) (18 сентября 1930 — 11 сентября 1931)

Кировоградское викариатство Одесской епархии
- Сергий (Ларин) (15 августа 1944—1946)

Кировоградская епархия
- Михаил (Рубинский) (28 декабря 1946 — 12 мая 1947)
- Феодосий (Коверницкий) (12 декабря 1947 — 21 октября 1949)

Кировоградское викариатство Херсонской епархии
- Евстратий (Подольский) (20 ноября 1949 — 17 марта 1950)

Кировоградская епархия
- Евстратий (Подольский) (17 марта 1950 — 27 декабря 1951)
- Иларион (Прохоров) (27 декабря 1951 — 17 ноября 1953)
- Иннокентий (Леоферов) (13 декабря 1953 — 28 августа 1958)
- Нестор (Анисимов) (9 декабря 1959 — 4 ноября 1962)
- Игнатий (Демченко) (16 ноября 1962 — 25 мая 1965)
- Боголеп (Анцух) (25 мая 1965 — 6 октября 1977)
- Севастиан (Пилипчук) (16 октября 1977 — 14 сентября 1989)
- Василий (Васильцев) (1 октября 1989 — 21 ноября 1998)
- Пантелеимон (Романовский) (5 ноября 1998 — 10 февраля 2011)
- Иоасаф (Губень) (10 февраля 2011 — 23 ноября 2022)
- Николай (Почтовый) (с 23 ноября 2022)